# Remilly-les-Pothées
Remilly-les-Pothées è un comune francese di 264 abitanti situato nel dipartimento delle Ardenne nella regione del Grand Est.

## Società

### Evoluzione demografica
Abitanti censiti